# Qijiacultuur

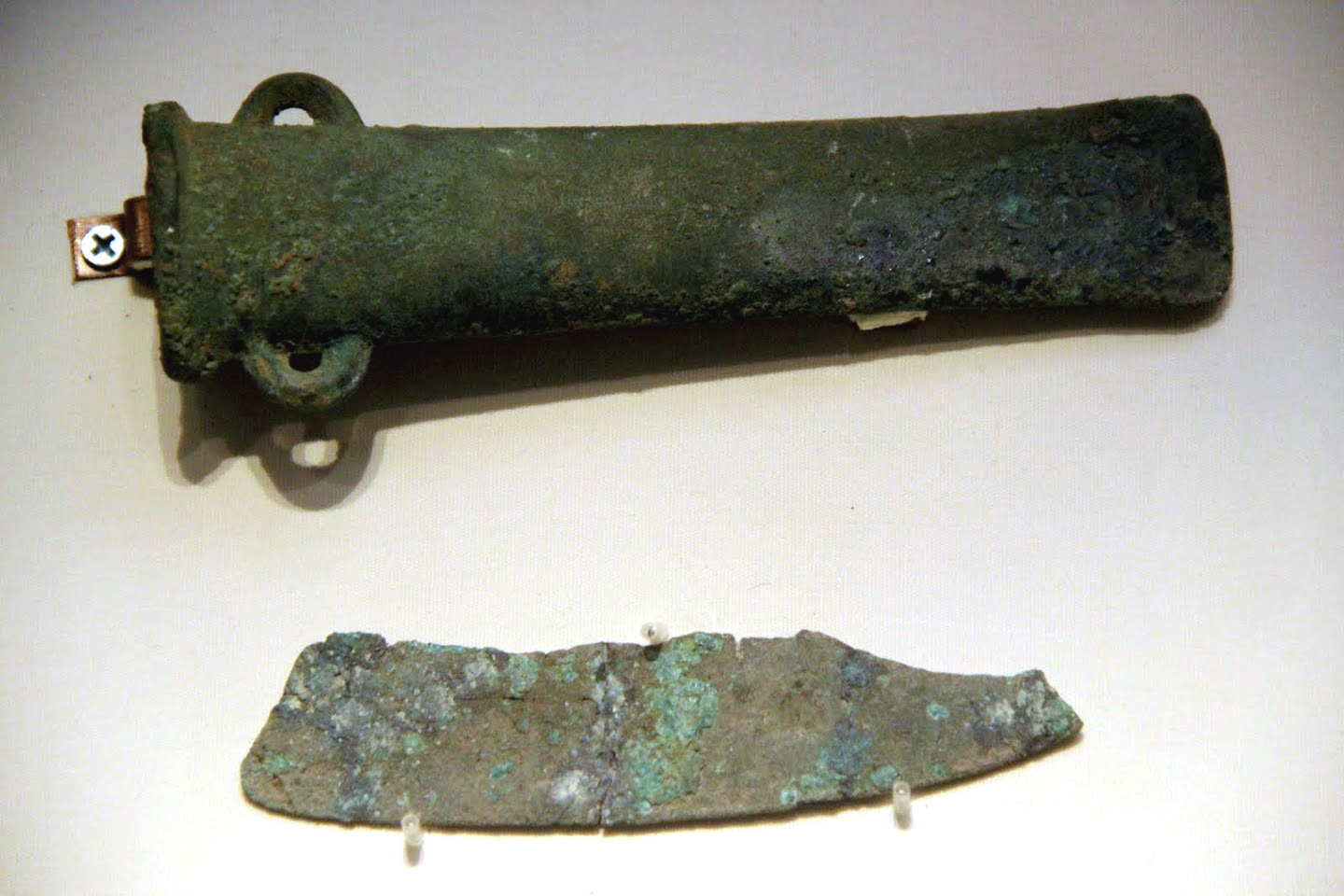

De Qijia-cultuur (24e eeuw v.Chr. - 19e eeuw v.Chr.) was een cultuur in China die opbloeide in de Bronstijd, vooral in de gebieden rond de Gele Rivier, Gansu (het midden van Lanzhou) een het oostelijke gedeelte van Qinghai. De cultuur wordt gezien als een van de eerste Chinese bronstijdculturen. Johan Gunnar Andersson ontdekte het gebied in de buurt van Qijiaping (齊家坪), in 1923.
De cultuur was een sedentaire cultuur, gericht op landbouw en varkenshouderijen. De fokvarkens werden ook gebruikt voor rituelen (offers). De cultuur onderscheidt zich door een aanwezigheid van een aantal gedomesticeerde paarden, en het gebruik van orakelwichelarij. Recente vondsten van bronzen messen en kokerbijlen wijzen naar een verband met Siberische en Centraal-Aziatische culturen, voornamelijk de Sejma-Toerbino-cultuur.
De archeologische opgravingen bij Lajia en Dahezhuang worden ook geassocieerd met de Qijia-cultuur.